# گانتسا
گانتسا (به ارمنی: Գանձա) یک منطقهٔ مسکونی در جمهوری آرتساخ است که در استان کاشاتاق واقع شده‌است.